# 제바스티안 쿠르츠
제바스티안 쿠르츠(독일어: Sebastian Kurz, 1986년 8월 27일 ~ )는 오스트리아의 정치인이며 오스트리아 국민당 소속이다.

## 어린 시절
1986년 8월 27일 빈에서 태어났다. 어머니는 교사이고 아버지는 기술자이다.

## 정계 입문
2009년 오스트리아 국민당 청년대표로 정치 인생을 시작했으며, 2010년부터 2011년까지 빈 시의원을 지냈다.
27세에 오스트리아 사회민주당의 베르너 파이만이 이끄는 대연정 내각에서 외무장관에 올라 세간의 이목을 끌기 시작했다. 외무장관으로 지내면서 난민 유입을 막기 위해 강경책을 사용했으며, 특히 발칸반도에서 자국으로 들어오는 난민을 막으면서 국제 사회의 비판을 받는 동시에 국내 우익 세력으로부터 지지를 얻었다.

## 집권

### 1차 집권 (2017~2019년)
2013년부터 2017년까지 외무장관에 오른 그는 2017년 국민당 대표직에 오른 후 2017년 오스트리아 국민의회 선거에서 오스트리아 국민당을 11년 만에 1당 자리에 올렸다. 이후 오스트리아 자유당과 연정을 맺어 만 31세에 오스트리아 총리로 취임하였는데 이는 오스트리아 공화국의 사상 최연소 기록이며 2020년 취임 기준으로 35세이므로 전 세계의 국가 원수들 중에서 산마리노의 집정관인 마테오 시아치 다음으로 나이가 어리다. 2017년 12월 18일부터 첫 번째 총리 임기를 시작하였다.

### 2차 집권 (2019~2021년)
이후 불신임의 가결으로 총리직에서 2019년 5월 28일에 사임하였고, 2019년 9월 29일에 2019년 오스트리아 국민의회 선거에서 승리를 하여 2020년 1월 7일에 오스트리아 녹색당과 연정을 맺어 총리로 복귀를 하였다. 2021년 10월 9일, 부패 혐의가 제기된 후 연방총리직 사임을 발표하였다. 연방총리직 사임 발표 이후, 쿠르츠는 외무장관 알렉산더 샬렌베르크를 차기 총리로 제안하였다. 2021년 10월 11일, 오스트리아 대통령 알렉산더 판데어벨렌은 쿠르츠를 오스트리아 총리직에서 해임하였다.